# Вікторіан Бушрейнджерс
Вікторіан Бушрейнджерс — австралійська крикетна команда, що базується у Мельбурні та представляє штат Вікторія на загальнодержавних змаганнях. На сьогоднішній день команда є чинним володарем Національного Одноденного кубку.

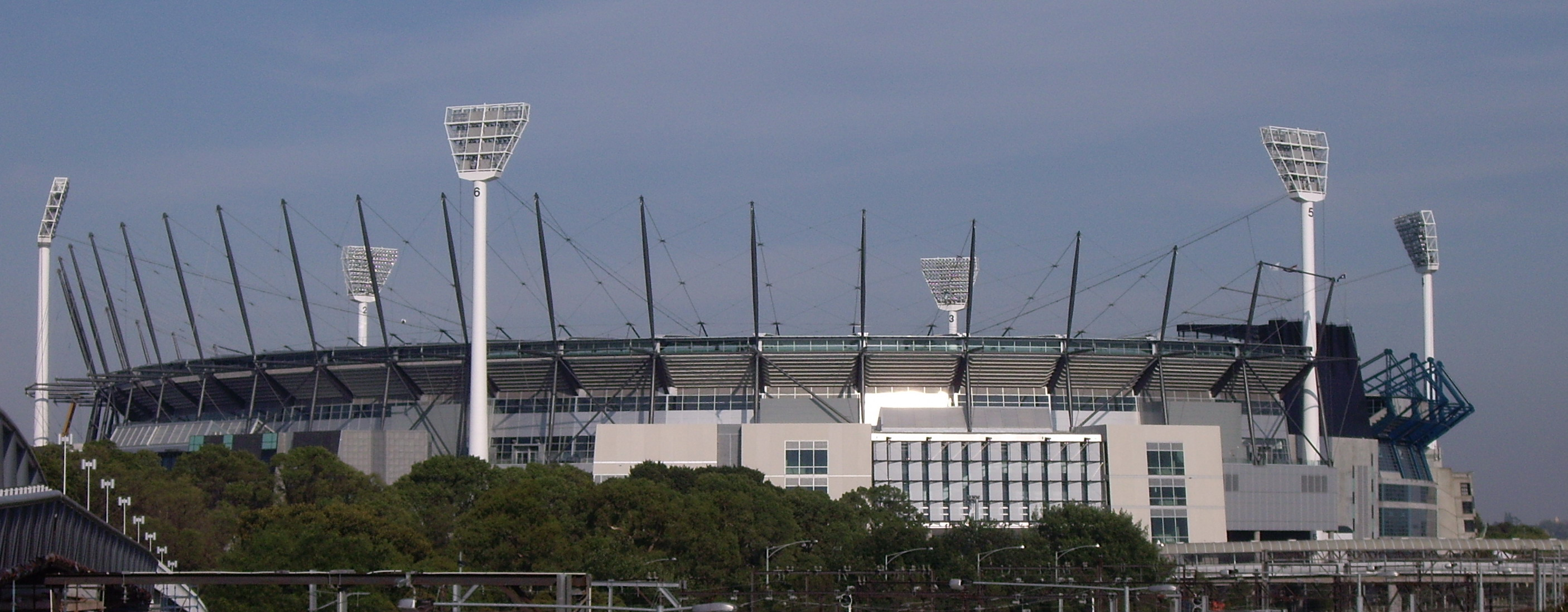
Домашня арена клубу – Мельбурн Крикет Граунд

Команда почала виступати 1851 року.
Капітан команди — Кемерон Вайт. 

## Склад
Склад команди у сезоні 2011/12 років:
| №              | Ім’я             | Національність | Дата народження   | Беттінг стиль | Боулінг стиль  | Тип контракту, примітки                         |
| Бетсмен        | Бетсмен          | Бетсмен        | Бетсмен           | Бетсмен       | Бетсмен        | Бетсмен                                         |
| -------------- | ---------------- | -------------- | ----------------- | ------------- | -------------- | ----------------------------------------------- |
| 5              | Аарон Фінч       | Австралія      | 17 листопада 1986 | Правша        | Лівосторонній  | Повний вікторіанський контракт                  |
| 7              | Бред Ходж        | Австралія      | 29 грудня 1974    | Правша        | Правосторонній | Повний вікторіанський контракт                  |
| 8              | Девід Гассі      | Австралія      | 15 липня 1977     | Правша        | Правосторонній | Австралійський крикетний контракт, віце-капітан |
| 12             | Роберт Квіні     | Австралія      | 20 серпня 1982    | Лівша         | Правосторонній | Повний вікторіанський контракт                  |
| 14             | Кріс Роджерс     | Австралія      | 31 серпня 1977    | Лівша         | Правосторонній | Повний вікторіанський контракт                  |
| 33             | Майкл Гілл       | Австралія      | 29 вересня 1988   | Лівша         | Правосторонній | Повний вікторіанський контракт                  |
| ?              | Бретт Форсайт    | Австралія      | 7 листопада 1988  | Правша        | –              | Рукі контракт                                   |
| Польові гравці |                  |                |                   |               |                |                                                 |
| 4              | Ендрю Макдоналд  | Австралія      | 15 червня 1981    | Правша        | Правосторонній | Повний вікторіанський контракт                  |
| 9              | Кемерон Вайт     | Австралія      | 18 серпня 1983    | Правша        | Правосторонній | Австралійський крикетний контракт, капітан      |
| 10             | Алекс Кіт        | Австралія      | 20 січня 1992     | Правша        | Правосторонній | Повний вікторіанський контракт                  |
| 11             | Джон Гастінгс    | Австралія      | 4 листопада 1985  | Правша        | Правосторонній | Австралійський крикетний контракт               |
| 17             | Марк Клірі       | Австралія      | 19 липня 1980     | Лівша         | Правосторонній | Повний вікторіанський контракт                  |
| 31             | Вільям Шерідан   | Австралія      | 6 травня 1987     | Лівша         | Лівосторонній  | Повний вікторіанський контракт                  |
| 32             | Глен Максвелл    | Австралія      | 14 жовтня 1988    | Правша        | Правосторонній | Повний вікторіанський контракт                  |
| Вікет-кіпери   |                  |                |                   |               |                |                                                 |
| 13             | Метью Вейд       | Австралія      | 26 грудня 1987    | Лівша         | –              | Повний вікторіанський контракт                  |
| 16             | Райан картерс    | Австралія      | 25 червня 1990    | Правша        | –              | Повний вікторіанський контракт                  |
| ?              | Пітер Хендскомб  | Австралія      | -                 | Правша        | –              | Рукі контракт                                   |
| Боулери        |                  |                |                   |               |                |                                                 |
| 15             | Клінтон МакКей   | Австралія      | 22 лютого 1983    | Правша        | Правосторонній | Повний вікторіанський контракт                  |
| 19             | Джеймс Петтінсон | Австралія      | 3 травня 1990     | Лівша         | Правосторонній | Австралійський крикетний контракт               |
| 20             | Петер Сайдл      | Австралія      | 25 листопада 1984 | Правша        | Правосторонній | Австралійський крикетний контракт               |
| 21             | Даррен Петтінсон | Англія         | 2 серпня 1979     | Правша        | Правосторонній | Повний вікторіанський контракт                  |
| 25             | Джон Голланд     | Австралія      | 29 травня 1987    | Правша        | Лівосторонній  | Повний вікторіанський контракт                  |
| 28             | Джейд Херрік     | Австралія      | 16 січня 1985     | Правша        | Правосторонній | Повний вікторіанський контракт                  |
| 30             | Стів Гілмур      | Австралія      | 16 жовтня 1986    | Правша        | Правосторонній | Повний вікторіанський контракт                  |
| ?              | Стівен Рід       | Австралія      | 13 лютого 1991    | Правша        | Правосторонній | Рукі контракт                                   |
| ?              | Скот Боланд      | Австралія      | 11 березня 1989   | Правша        | Правосторонній | Рукі контракт                                   |

Джерело: Cricinfo [Архівовано 3 липня 2011 у Wayback Machine.], DEC Bushrangers [Архівовано 2 липня 2011 у Wayback Machine.]

## Чемпіонство
- Виграно титули у лізі Шеффілд Шилд - (28): 1882/83, 1894/95, 1897/98, 1898/99, 1900/01, 1907/08, 1914/15, 1921/22, 1923/24, 1924/25, 1927/28, 1929/30, 1930/31, 1933/34, 1934/35, 1936/37, 1946/47, 1950/51, 1962/63, 1966/67, 1969/70, 1973/74, 1978/79, 1979/80, 1990/91, 2003/04, 2008/09, 2009/10
- Національний Одноденний кубок – (5): 1971/72, 1979/80, 1994/95, 1998/99, 2010/11
- Переможець KFC Twenty20 Big Bash – (4): 2005/06, 2006/07, 2007/08, 2009/10